# Protoceras
Il protocerato (gen. Protoceras) è un piccolo artiodattilo fossile, vissuto nell'Oligocene in Nordamerica.

## Sei corna sul cranio

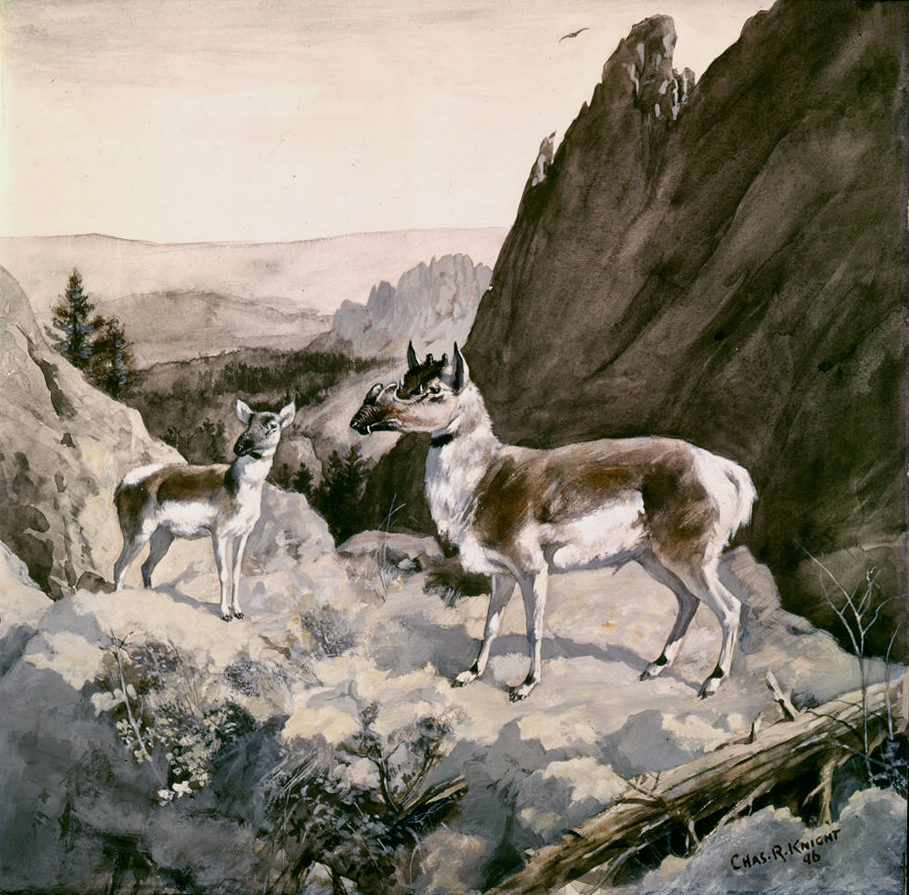
Ricostruzione di Protoceras di Charles R. Knight

Questo animale, simile a un cervo, dà il nome alla famiglia dei protoceratidi (Protoceratidae), strani ruminanti primitivi caratteristici dell'Oligocene, del Miocene e del Pliocene. La caratteristica che lo differenziava dai cervi era una serie di corna poste sul muso. A differenza di quelle dei cervi, queste corna non erano caduche e la loro disposizione era del tutto diversa. Tre paia di piccole corna (due sopra il naso, due davanti agli occhi e due dietro agli occhi) erano presenti sul cranio.
Queste strutture erano presenti solo nei maschi. Le femmine avevano solo il paio più alto, comunque di misura minore di quelle dei maschi. La disposizione di queste corna aveva probabilmente funzione di richiamo sessuale o di ammonimento nei confronti dei rivali. In Protoceras erano ancora presenti i denti incisivi superiori, che poi nel corso dell'evoluzione delle altre forme andarono perduti e vennero sostituiti da un cuscinetto osseo analogo a quello presente nei cervidi e nei bovidi. Inoltre, i protoceratidi successivi, come Syndyoceras e Synthetoceras, svilupparono enormemente le appendici frontali e nasali.

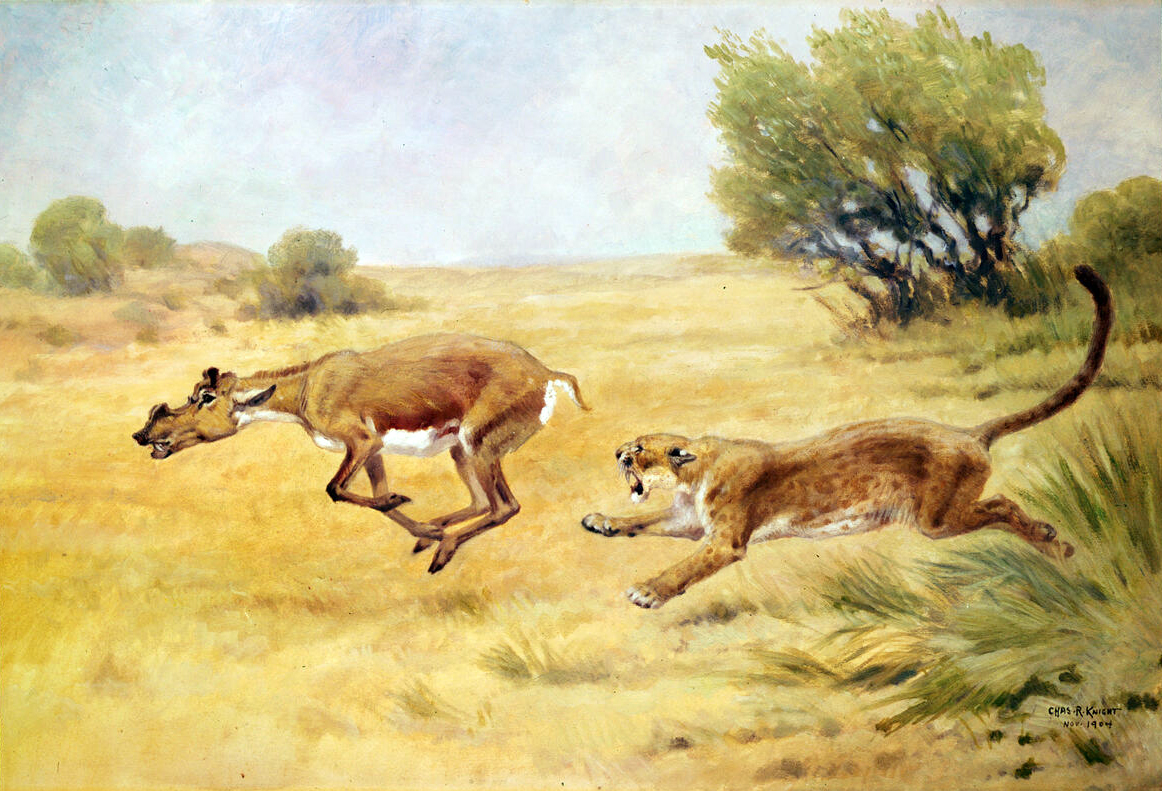
Ricostruzione di Protoceras inseguito da Dinictis